# Paul Verhaegh
Paul Verhaegh (født 1. september 1983 i Kronenberg, Holland) er en hollandsk fodboldspiller (højre back).
Verhaegh spiller hos VfL Wolfsburg i Bundesligaen, som han har repræsenteret siden 2017. Tidligere har han spillet for PSV Eindhoven, APOVV Apeldoorn, FC Den Bosch og Vitesse og FC Augsburg.

## Landshold
Verhaegh står (pr. april 2018) noteret for tre kampe for Hollands landshold, som han debuterede for 15. august 2013 i en venskabskamp mod Portugal. Han har også spillet 20 kampe for landets U-21 landshold.
Verhaegh var en del af den hollandske trup til VM i 2014 i Brasilien.